# セヴンス・ソング
『セヴンス・ソング 』（原題：The 7th Song: Enchanting Guitar Melodies - Archives Vol. 1）は、スティーヴ・ヴァイが2000年に発表したコンピレーション・アルバム。

## 解説
ヴァイは自身のアルバムの7曲目にバラードを収録しており、本作はそれらの曲に加えて、未発表曲3曲、コンピレーション・アルバム『メリー・アックスマス』（1997年）収録曲「クリスマス・タイム・イズ・ヒア」も収録された。また、アルバム『ファイヤー・ガーデン』の19曲目「ウォーム・リガーズ」もヒドゥン・トラックとして追加された。大部分の曲はインストゥルメンタルだが、「タッチン・タングス」はデヴィン・タウンゼンド、「ウィンドウズ・トゥ・ザ・ソウル」はヴァイ自身のボーカルがフィーチャーされている。
マイケル・バーティアンは『オースティン・クロニクル』紙のレビューで5点満点中2.5点を付け「徹底的な速弾きをこなすギタリストによる、味わい深く抑制的な演奏（特に"Burning Down the Mountain"と"Melissa's Garden"）が多々聴ける」と評している。

## 収録曲
特記なき楽曲はスティーヴ・ヴァイ作。
1. フォー・ザ・ラヴ・オブ・ゴッド -  For the Love of God  - 6:09
  - アルバム『パッション・アンド・ウォーフェア』（1990年）より。
2. タッチン・タングス - Touching Tongues - 5:32
  - 「ヴァイ」名義のアルバム『セックス・アンド・レリジョン』（1993年）より。
3. ウィンドウズ・トゥ・ザ・ソウル - Windows to the Soul - 6:25
  - アルバム『ウルトラ・ゾーン』（1999年）より。
4. バーニン・ダウン・ザ・マウンテン - Burnin' Down the Mountain - 4:19
  - EP『Flex-Able Leftovers』（1984年）より。
5. テンダー・サレンダー - Tender Surrender - 5:10
  - EP『エイリアン・ラヴ・シークレッツ』（1995年）より。
6. ハンド・オン・ハート - Hand on Heart - 5:26
  - アルバム『ファイヤー・ガーデン』（1996年）より。
7. メリッサズ・ガーデン - Melissa's Garden - 7:54
  - 未発表曲。ヴァイ（ギター、Pro Toolsマニュピレーション）とグレッグ・ビソネット（ドラムス）による演奏[4]。
8. コール・イット・スリープ - Call It Sleep - 5:04
  - アルバム『フレクサブル』（1984年）より。
9. クリスマス・タイム・イズ・ヒア - Christmas Time Is Here (Vince Guaraldi, Lee Mendelson) - 4:13
  - コンピレーション・アルバム『メリー・アックスマス』（1997年）より。
10. ウォール・オブ・ライト - The Wall of Light - 2:38
  - アルバム『パッション・アンド・ウォーフェア』制作時に録音された未発表曲で、ヴァイ自身がすべてのパートを演奏した[4]。
11. ボストン・レイン・メロディー - Boston Rain Melody - 8:53
  - 未発表曲。ヴァイ（ギター）、マイク・ケネリー（キーボード）、フィリップ・バイノー（ベース）、マイク・マンジーニ（ドラムス）による演奏[4]。本編の後には、アルバム『ファイヤー・ガーデン』からの「ウォーム・リガーズ」がヒドゥン・トラックとして収録されている[3]。